# Les Botigues de Sitges
Las Botigas (en catalán y oficialmente Les Botigues de Sitges) es un núcleo de población perteneciente a Sitges (España) en el límite de su término municipal con Castelldefels. Está compuesto por las urbanizaciones de Rat-penat, Vallbona, Garraf II y Platja de Les Botigues. Destaca por su proximidad al mar, su playa (llamada de Les Botigues) y por Port Ginesta, puerto deportivo inaugurado en 1986 y que en 2007 se convirtió en el más grande de Cataluña. El 7 de septiembre de 2010, en la décima etapa de la Vuelta Ciclista a España, la carrera hizo su paso por la cima del Rat Penat, urbanización de Les Botigues, siendo catalogado como un puerto de primera categoría, 4,4 kilómetros de subida, un desnivel de 455 metros y una pendiente media del 10,3 %.

## Historia
El origen de la segregación de este territorio de lo que después sería la comarca del Bajo Llobregat se sitúa a mediados del siglo XII, cuando el territorio entre la Falconera y la Cova Fumada pasó a formar parte del monasterio de San Vicente del Garraf (o de Pedrabona), a pesar de haber formado parte anteriormente del término de la Baronía de Eramprunyà (un ente centrado en el contemporáneo Gavá y que además abarcaba los actuales Begas, Castelldefels, Viladecans y San Clemente de Llobregat y parte de Sitges y San Baudilio de Llobregat).
Así, en 1163 el rey Alfonso II de Aragón hizo donación del territorio para la fundación de un priorato canonical en San Vicente del Garraf siguiendo la regla de San Agustín. El emplazamiento del monasterio se piensa que fue el de la actual masía de Can Lluçà, cerca de Campdàsens, pero que el historiador local Rafael Mateos ubica al denominado en los mapas Castellet, cerca del pueblo de Garraf, donde se  conoce como Castellot. Entre las donaciones que recibió el monasterio, el 22 de abril de 1184 Ramon Bremon y su esposa Ermessenda hicieron donación del alodio que tenían en el lugar llamado Vilar d'Esperan (o Vilar Desperan, que podría significar villar de la piedra), es decir, el actual Botigas, que sería, entonces, un barrio o poblado marinero de Castelldefels. Por tanto un territorio vinculado a la baronía de Eramprunyá y a la iglesia de Santa María de Castelldefels.
En 1382 el monasterio ya era en franca decadencia y algunas dependencias se encontraban en ruina. Poco tiempo después, en 1413, el último prior hizo donación a la Pia Almoina de Barcelona por miedo a las incursiones de los piratas. Esto señaló la vinculación definitiva del territorio de les Botigues a la villa de Sitges, dado que La Pía Almoina ya era la señora feudal de Sitges desde 1342 y de Campdàsens y Garraf desde 1394.
El nombre de Las Botigas proviene de las barracas donde los pescadores guarden el aparejo, los utensilios de pesca.
El 25 de mayo de 2018, se canceló en Les Botigues de Sitges una consulta en la que la población iba a decidir si quería formar parte de Sitges o Castelldefels, pero se acabó cancelando por requerimiento del Gobierno. En noviembre de 2018, el ayuntamiento inició una consulta sobre la segregación del núcleo de Las Botigas en la que se alcanzó un 23,7% de participación lo cual según lo acordado no era suficiente para tener en cuenta, más de un 35% era necesario. Aun así, los votantes expresaron con un 88.18% su deseo de anexionarse a Castelldefels.